# Conus granum
Conus granum é uma espécie de gastrópode do gênero Conus, pertencente à família Conidae.